# جورج والش
جورج والش (بالإنجليزية: George Walsh)‏ هو كاتب سيناريو وممثل أمريكي، ولد في 16 مارس 1889 في الولايات المتحدة، وتوفي بنفس المكان في 13 يونيو 1981.

## أعمال

### أفلام
- (1934) كليوباترا

## وصلات خارجية
- جورج والش على موقع IMDb (الإنجليزية)
- جورج والش على موقع قاعدة بيانات الفيلم (الإنجليزية)